# Stenkil
Stenkil, född omkring 1030, död omkring 1066, var kung av Sverige cirka 1060–1066. Hans namn härrör från kittel (inte kil). Hans eventuella äktenskap med en till namnet okänd dotter till kung Emund den gamle kan ha varit avgörande för hans tillträde som kung.

## Biografi
Stenkils härkomst är okänd. Västgötalagens kungalängd berättar att Stenkil älskade västgötar mer än andra i sitt rike, och att västgötarna gladdes över honom. Kungalängden säger också att han var en "väldig bågskytt". Hervararsagan berättar att Stenkil under företrädaren kung Emunds regering var jarl i Svitjod. Han uppges ha varit en from man och en kristendomens förespråkare och för att understödja missionsverksamheten i Svitjod lät han upprätta biskopssäte i Sigtuna. Hervararsagan berättar vidare att han "blev sotdöd i Svitjod" ungefär samtidigt som den norske kungen Harald Hårdråde dog i slaget vid Stamford Bridge i England år 1066.
Från Adam av Bremen vet man att han tillhörde kretsen kring kung Emund gamle. Adam var emellertid osäker på Stenkils anknytning till Emund och skrev på ett ställe i sin krönika att han inte visste om Stenkil var Emunds nepos (syskonbarn eller möjligen barnbarn) eller privignus (styvson). På annan plats i Adams text kallas dock Stenkil Emunds nepos utan några reservationer.
Stenkil skall ha varit den ende mannen kring Emund som stödde den av Hamburg-Bremen utsände Adalvard den äldre när den av Osmundus influerade kungen avstyrde dem. Efter att Stenkil blivit kung fortsatte han att stödja den bremiska biskopstolen.
När en ny biskopsdelegation ledd av biskoparna Adalvard den yngre i Sigtuna (senare också biskop i Skara) och Egino i Dalby några år senare ville göra ett nytt försök att missionera i Uppland genom att bränna hednatemplet i Uppsala eftersom de trodde att hela folket då skulle omvända sig till kristendomen, stoppade Stenkil detta. Stenkil var själv kristen men lyckades få biskoparna att avstå från detta, eftersom han befarade att han skulle bli avsatt och de som omvänt sig skulle återfalla i hedendom.
Enligt Snorre Sturlassons Heimskringla stödde Stenkil den norske jarlen Håkon Ivarsson (möjl. identisk med Håkan Röde) i dennes motstånd mot norske kung Harald Hårdråde och överlät styret i Västergötland och Värmland åt honom. Men då strider utbröt i Västergötland mellan jarlen och kung Harald lyser dock Stenkil med sin frånvaro.
Morkinskinna berättar att han var fet, tung och tyckte om att dricka, samt sitta i lugn och ro i eget bo . Enligt Knytlingasagan skall han utan framgång anfallit Sven Estridsson.
Efter Stenkils död drabbades Sverige av inbördesstrider mellan två tronpretendenter som båda hette Erik. Hans mest betydande efterföljare på tronen blev sönerna Halsten och Inge, och senare kom två av hans sonsöner att uppstiga på den. Denna kungaätt kallas därför för den Stenkilska ätten.

## I isländska källor
I tillägget till Hervararsagan, i en avskrift från 1600-talet, berättas en hel del om Stenkil:
| Steinkell hét ríkr maðr í Svíaríki ok kynstórr; móðir hans hét Ástríðr, dóttir Njáls Finnssonar ins skjálga af Hálogalandi, en faðir hans var Rögnvaldr inn gamli. Steinkell var fyrst jarl í Svíþjóð, en eptir dauða Eymundar konungs tóku Svíar hann til konungs. Þá gekk konungdómr ór langfeðgaætt í Svíþjóð inna fornu konunga. Steinkell var mikill höfðingi. Hann átti dóttur Eymundar konungs. Hann varð sóttdauðr í Svíþjóð nær því, er Haraldr konungr fell á Englandi. Ingi hét sonr Steinkels, er Svíar tóku til konungs næst eptir Hákon. | Stenkil hette en rik man i Svea rike av ädelt blod; hans moder hette Astrid, som var dotter till Njal Finnsson från Hålogaland, hans fader var Ragnvald den Gamle. Stenkil var först jarl i Svitjod, och efter att kung Emund dog, valde svearna honom till sin kung. Då gick kungadömet i Svitjod ur den gamla kungaättens hand. Stenkil var en mäktig hövding. Han äktade kung Emunds dotter. Han dog sotdöden i Svitjod nära den tid då kung Harald dog i England. Stenkil hade en son som hette Inge, som svearna tog till kung efter Håkan. |  |